# Лесничейство
Лесничейството (от славянската дума лес – гора) е държавна териториална управленска и/или стопанска единица в отрасъл горско стопанство на местно ниво.
Чрез лесничействата се провежда държавната политика по охраната, защитата, възпроизводството и използването на горите. Терминът се използва в България като синоним на управленската единица горско стопанство, която като стопанска организация работи на самоиздръжка и за постигане на печалба.
През 2008 г. в България с изменения в Закона за горите (обн., ДВ, бр. 43) държавните лесничейства са преименувани на горски стопанства, съответно дивечовъдните станции са наречени ловни стопанства, а регионалните управления на горите стават регионални дирекции по горите.
Държавните горски стопанства (териториални поделения) в България са обединени в регионални държавни предприятия – така „Държавно горско стопанство“ ТП, София е част от „Югозападно държавно предприятие“ ДП, Благоевград, покриващо 7 области в България - Благоевград, Кюстендил, Перник, София област, София град, Пазарджик, Ловеч.